# Бисли, Дэвид
Дэвид Малдроу Бисли (род. 26 февраля 1957, Южная Каролина, США) — американский политик, исполнительный директор  Всемирной продовольственной программы. Губернатор Южной Каролины в 1995—1999 годах. Член Республиканской партии с 1991 года. 

## Биография

### Ранняя биография
В 1979 году избран в Палату представителей Южной Каролины. В составе Палаты находился с 9 января 1979 по 10 января 1995 года до своего избрания на пост губернатора Южной Каролины.  

### Деятельность на посту губернатора
Занимал должность губернатора Южной Каролины с 11 января 1995 по 13 января 1999 года. При Бисли флаг Конфедерации был убран с территории Законодательного собрания Южной Каролины.

### Деятельность на посту главы ВПП
С 2019 года был директором Всемирной продовольственной программы. В 2020 году Всемирная продовольственная программа получила Нобелевскую премию мира.